# 台北富邦銀行
台北富邦銀行（たいぺいふほうぎんこう）は、台湾の台北市中山区に本社のある商業銀行であり、2005年1月1日に台北銀行と富邦銀行が合併して誕生した。存続銀行は台北銀行となっているが、もともと富邦グループ色の強い富邦銀行のイメージがそのまま反映されており、台北銀行の面影は殆ど残っていない。

## 概要
前身は「台北市銀行」であり、台北市政府による国家の金融政策に協力し、地方金融と市政の調整と支援、また台北市の公庫業務を代行して出資・設立を行う金融機関として、1969年設立された台北市の直属金融機関であった。そのため、当初は法人資格として登録されていなかったが、1984年に株式会社化した。更に1993年には商号を台北銀行とし、それまで台北市に限定していた営業範囲を政府による金融自由化の推奨の影響も追い風となって、高雄市に高雄支店を開設したのを皮切りに、隣接する台北県など全国へ支店を次々と開設して行った。2002年12月に富邦金控（富邦フィナンシャルホールディングス）へ経営統合を行い、2005年に当フィナンシャルホールディングスの傘下にある富邦銀行と合併した。2023年4月1日、日盛国際商業銀行を吸収合併した。
尚、香港にも富邦銀行が存在するが、これは当フィナンシャルホールディングス関連会社の現地法人である。